# Tripneustes
Tripneustes is een geslacht van zee-egels uit de familie Toxopneustidae.

## Soorten
- Tripneustes depressus A. Agassiz, 1863
- Tripneustes gratilla (Linnaeus, 1758)
- Tripneustes ventricosus (Lamarck, 1816)

## Uitgestorven
- Tripneustes magnificus Nisiyama, 1966 †
- Tripneustes tobleri Jeannet, 1928 †